# Tambú

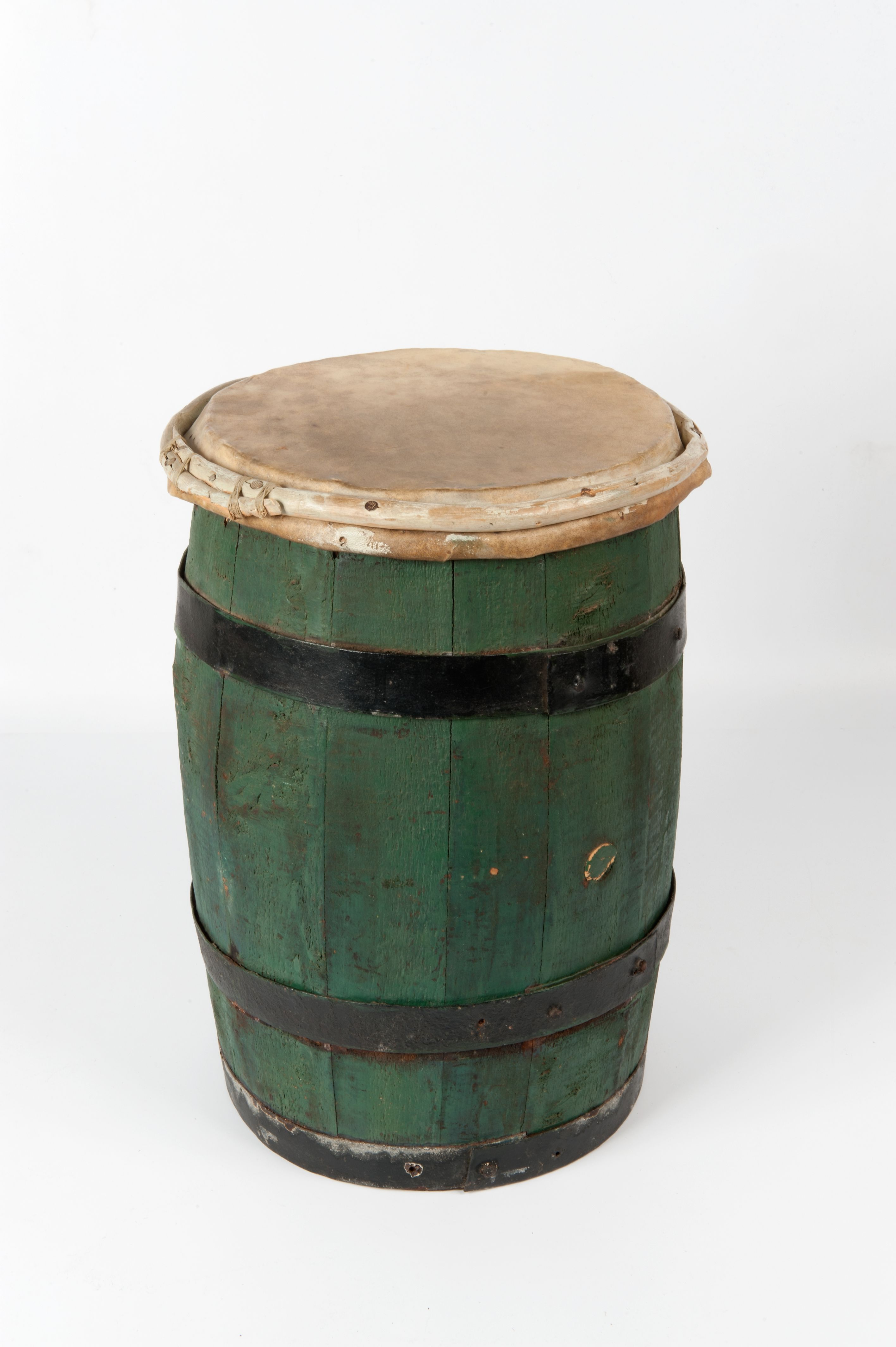
Um tambor do Caribe Neerlandês, 1900-1950.

Tambú (ou tambu) é um tambor, gênero musical e estilo de dança, encontrado em Aruba, Bonaire e Curaçau, e é uma parte importante da música do Caribe Neerlandês. Em Bonaire, também é conhecida como bari. O tambú de Curaçau é uma grande parte da cultura daquela ilha; é considerado muziek di zumbi (literalmente, música de espíritos, referência ao montamentu, religião de origem africana acompanhada pelo tambú) e é acompanhado de instrumentos como o wiri, o agan e o triângulo. A palavra tambú deriva do termo em espanhol/português "tambor".
O tambú pode se referir ao pequeno tambor com o qual a música é tocada, a dança que acompanha a música, ou o evento onde a dança e a música acontecem. No tambú moderno, as letras são geralmente cantadas em papiamento e são cantadas juntas de uma chapi (enxada) o tambor tambú e, as vezes, outros cantores, enquanto a audiência bate palmas com o ritmo. O ritmo é complexo e transmitido oralmente de geração à geração. O tambú consiste de duas batidas; sia habri e sia será, a aberta e a fechada, respectivamente. Essas batidas são alternadas para criar um diálogo. Adicionalmente, existem dois tipos de música tambú; telele, que é uma melodia lenta, crescente e decrescente, e a própria tambú, que é mais rápida e de duração mais curta.